# تيدي بيلي
تيدي بيلي (بالإنجليزية: Teddy Bailey)‏ هو لاعب كرة قدم أمريكية أمريكي، ولد في 12 أغسطس 1944 في هاملتن في الولايات المتحدة.

## وصلات خارجية
- تيدي بيلي على موقع مرجع كرة القدم المحترفة.كوم (الإنجليزية)